# Tetrico
(Virgilio, Eneide, vi, 365)
Gaio Pio Esuvio Tetrico (latino: Gaius Pius Esuvius Tetricus;; fl. III secolo) è stato un militare gallo e l'ultimo imperatore dell'Impero delle Gallie, uno stato secessionista dell'Impero romano durante la Crisi del terzo secolo.
La sua sconfitta per mano dell'imperatore romano Aureliano coincise con la riunificazione delle Gallie all'Impero romano. È elencato tra i Trenta Tiranni della Historia Augusta.

## Biografia
Tetrico nacque da una famiglia aristocratica gallo-romana. Di rango senatoriale, ricopriva il ruolo amministrativo di praeses provinciae (governatore provinciale) della Gallia Aquitania al tempo dell'assassinio dell'imperatore gallico Vittorino. La madre di Vittorino, Vittoria, fece un donativo all'esercito affinché acclamasse Tetrico imperatore, nei pressi di Burdigalia (Bordeaux, Francia), nella primavera del 271: il nuovo imperatore fu riconosciuto in Gallia e Britannia, mentre l'Hispania e la città di Strasburgo ritornarono all'impero romano.

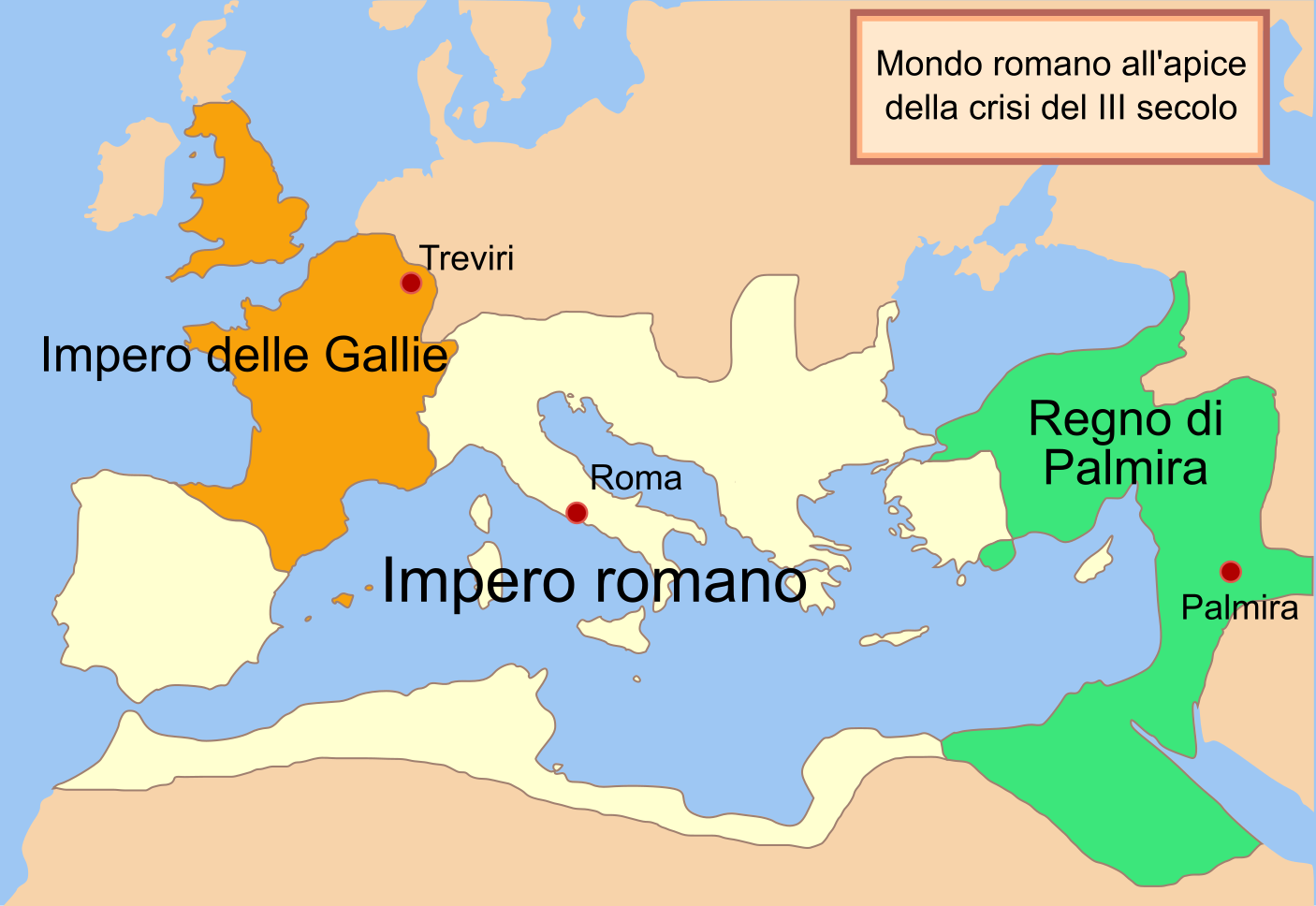
L'Impero delle Gallie e il mondo romano durante il regno di Tetrico

Subito dopo l'elezione, Tetrico fu impegnato a respingere una incursione dei Germani, intenzionati a sfruttare il caos susseguente la morte di Vittorino; dopo questa campagna celebrò la Victoria Germanica. Successivamente si recò ad Augusta Treverorum (moderna Treviri, Germania), e la fece sua capitale, al posto di Colonia, verso la fine del 271: la città, infatti, si trovava vicino al vitale confine renano, e permetteva di intervenire più tempestivamente in caso di sconfinamento delle tribù germaniche. Per stabilizzare il proprio regno, combatté nuovamente con i Germani nel 272; nel 273 fu console per la seconda volta, e nello stesso anno elevò il figlio Tetrico iunior al rango di cesare. Tetrico non tentò di espandere l'impero, se si esclude la riacquisizione dell'Aquitania, che era tornata sotto il controllo di Roma durante il regno di Claudio il Gotico.
Nel 273, dopo aver riconquistato le province orientali, l'imperatore romano Aureliano iniziò la sua campagna contro l'Impero delle Gallie, allo scopo di riportare le province secessioniste all'interno dell'impero. Tetrico, dopo aver assunto il primo consolato congiunto con il figlio nel 274, si mosse a sud con l'esercito. e si scontrò con Aureliano nella Battaglia di Chalons (febbraio o marzo 274), nei pressi di Châlons-sur-Marne, nella quale fu catturato assieme al figlio. Dopo essere stato pubblicamente esposto nel trionfo celebrato da Aureliano a Roma assieme a Zenobia, Tetrico fu risparmiato assieme al figlio; mantenne anzi il proprio rango, e ricevette il titolo di corrector Lucaniae et Bruttiorum, morendo alcuni anni dopo.
Secondo alcune fonti, Tetrico, forse preoccupato dalla usurpazione di Faustino, contattò Aureliano prima della battaglia decisiva, citando Virgilio e promettendogli di arrendersi in cambio della vita; l'esercito di Tetrico, abbandonato dal proprio comandante, lottò ma fu sconfitto; Tetrico fu invece premiato con il posto di corrector. Gli storici moderni ritengono che questa sia la versione della propaganda di Aureliano, che Tetrico non abbia tradito i propri uomini, ma che anzi sia stato fiducioso nella vittoria; la sua nomina a corrector sarebbe stata dovuta alla necessità di Aureliano di disporre di amministratori capaci in occidente, oltre che della volontà di ingraziarsi l'aristocrazia senatoriale mostrandosi clemente con un suo rappresentante.